# Криворізька ТЕС
Криворі́зька ТЕС — найбільша електростанція Дніпропетровської області. Криворізька ТЕС розташована за 40 км на південь від районного центру міста Кривий Ріг і за 2 км від Зеленодольська. Станція забезпечує електроенергією свій регіон.

## Технічні характеристики
Проєктна потужність — 3000 МВт (станом на 2022 рік встановлена потужність станції складає 2078 МВт). Енергетичне устаткування станції: 10 блоків по 282 МВт, із котлами П-50 — 4 блоки, із котлами ТАП-210А — 6 блоків, турбінами: К-300-240-2 (ст. №№ 1, 2, 3, 4, 5, 9, 10), К-300-240 (ст. №№ 6, 7, 8).
Із введенням енергоблока № 8 Криворізька ТЕС досягла проєктної потужності 2400 МВт і стала першою блоковою тепловою електростанцією на твердому паливі, побудованою за типовим проєктом з енергоблоками 300 МВт. Саме Криворізька ТЕС стала полігоном для випробування і впровадження типових схем освоєння й експлуатації устаткування, ведення режимів експлуатації.
Проєктне паливо — рядове вугілля, резервне — мазут і газ. Електрична енергія подається з напругою 150 і 330 кВ із відкритих розподільних пристроїв.

## Історія
- 1 липня 1965 року — перший енергоблок потужністю 300 тис. кВт.
- 27 червня 1966 року — введений в експлуатацію 2-й енергоблок.
- 31 грудня 1966 року — введений в експлуатацію 3-й енергоблок.
- 17 травня 1968 року — введений в експлуатацію 4-й енергоблок.
- 31 грудня 1968 року — введений в експлуатацію 5-й енергоблок.
- 30 вересня 1969 року — введений в експлуатацію 6-й енергоблок.
- 30 червня 1970 року — введений в експлуатацію 7-й енергоблок.
- 30 грудня 1970 року — введений в експлуатацію 8-й енергоблок.
- 31 грудня 1972 року — введений в експлуатацію 9-й енергоблок.
- 22 грудня 1973 року — введений в експлуатацію 10-й енергоблок.

28 січня 1975 року електростанція виробила перші 100 млрд кВт·год.
Із закінченням будівництва Криворізька ДРЕС стала найпотужнішою у країнах Європи станцією, що працювала на твердому паливі. Наказом Міненерго УРСР від 23 лютого 1981 року № 35 Криворізьку ДРЕС-2 перейменовано на Криворізьку ДРЕС.
З 1987 по 1992 роки проведено модернізацію та технічне переоснащення перших п'яти енергоблоків із продовженням терміну експлуатації на 15—20 років та зниженням викидів забруднюючих речовин.
У 1976 році підприємство нагороджено орденом Трудового Червоного Прапора, колектив станції двічі нагороджено Почесною грамотою Міненерго СРСР та тричі — Міненерго УРСР.
У 2012 році Криворізька ТЕС ввійшла до складу компанії ДТЕК, і станцію було перейменовано на ДТЕК КРИВОРІЗЬКА ТЕС. 
За п'ять десятиліть підприємство виробило більше 600 млрд кВт·год електроенергії.
З 2015 по 2021 рік компанія ДТЕК інвестувала в ремонти на Криворізькій ТЕС більше ніж 2 млрд грн.
Більшість працівників станції мешкають у Зеленодольську.
Адреса: м. Зеленодольськ, Дніпропетровська обл., Україна, 53660.
Директор Криворізької ТЕС — Валантір Станіслав Миколайович. 

## Вплив на довкілля
У 2019 році на Криворізькій ТЕС виконані роботи з реконструкції котла П-50 з переводом енергоблоку на спалювання вугілля газової групи й проведений ремонт електрофільтрів чотирьох енергоблоків. У 2022 році на спалювання вугілля газової группи були переведені ще два енергоблоки.